# 泰興市
泰興市（たいこう-し）は中華人民共和国江蘇省に位置する省直轄の県級市であり、しばらくの間、泰州市の代理管轄下に置かれている。

## 行政区画
- 街道:済川街道、延令街道、姚王街道
- 鎮:黄橋鎮、分界鎮、古渓鎮、元竹鎮、珊瑚鎮、広陵鎮、曲霞鎮、張橋鎮、河失鎮、新街鎮、宣堡鎮、浜江鎮、虹橋鎮
- 郷:根思郷